# Anaulacomera crassidentata
Anaulacomera crassidentata är en insektsart som beskrevs av Morgan Hebard 1927. Anaulacomera crassidentata ingår i släktet Anaulacomera och familjen vårtbitare. Inga underarter finns listade i Catalogue of Life.